# Sistema financiero
El sistema financiero (sistema de finanzas) de un país está formado por el conjunto de instituciones, medios y mercados, cuyo fin primordial es canalizar el ahorro que generan los prestamistas (o unidades de gasto con superávit) hacia los prestatarios (o unidades de gasto con déficit), así como facilitar y otorgar seguridad al movimiento de dinero y al sistema de pagos.
De acuerdo con Alejandro Martínez Torres Omar,  en su libro Análisis económico, el sistema financiero es el conjunto de regulaciones, normativas, instrumentos, personas e instituciones que operan y constituyen el mercado de dinero así como el mercado de capitales. Orientando y dirigiendo tanto el ahorro como la inversión, poniendo en contacto la oferta y la demanda de dinero de un país.
La labor de intermediación es llevada a cabo por las instituciones que componen el sistema financiero, y se considera básica para realizar la transformación de los activos financieros, denominados primarios, emitidos por las unidades inversoras (con el fin de obtener fondos para aumentar sus activos reales), en activos financieros indirectos, más acordes con las preferencias de los ahorradores. 
El sistema financiero comprende, tanto los instrumentos o activos financieros, como las instituciones o intermediarios y los mercados financieros: los intermediarios compran y venden los activos en los mercados financieros.

## Clasificación del sistema financiero
Esta se separa en tres grandes categorías.
- Entidades reguladoras y normativas: estas son las encargadas de vigilar y regular el funcionamiento de los intermediarios financieros.
- Intermediarios financieros: son instituciones que obtienen recursos de un prestamista y los ofrece a los prestatarios. Existen diferentes intermediarios como las sociedades inmobiliarias, los fondos de inversión inmobiliarias, las compañías de seguro y los fondos de pensiones.
- Organismos de apoyo: son aquellas instituciones del ramo que están autorizadas para captar y colocar de manera masiva y amplia, recursos del público sin recibir depósitos

## Activos financieros
Los activos financieros son aquellos títulos o anotaciones contables emitidos por las unidades económicas de gasto, que constituyen un medio de mantener riqueza para quienes los poseen  y  un pasivo para quienes lo generan. Los activos financieros, a diferencia de los activos reales, no contribuyen a incrementar la riqueza general de un país, ya que no se contabilizan en el Producto interior bruto de un país, pero sí contribuyen y facilitan la movilización de los recursos reales de la economía, contribuyendo al crecimiento real de la riqueza. Las características de los activos financieros son tres:
- Liquidez
- Riesgo
- Rentabilidad

## Mercados financieros
Los mercados financieros son el mecanismo o lugar a través del cual se produce un intercambio de activos financieros y se determinan sus precios. El sistema no exige, en principio, la existencia de un espacio físico concreto en el que se realizan los intercambios. El contacto entre los agentes que operan en estos mercados puede establecerse de diversas formas telemáticas, telefónicamente, mediante mecanismos de subasta o por internet. Tampoco es relevante si el precio se determina como consecuencia de una oferta o demanda conocida y puntual para cada tipo de activos.
Funciones son:
- Ponen en contacto a los agentes. económicos que intervienen o participan en el mercado, como por ejemplo los ahorradores o inversores, con los intermediarios financieros, logrando que ambos se beneficien.
- Fijación de los precios.
- Proporcionan liquidez a los activos.
- Reducen los plazos y costes de intermediación.

## Organismos reguladores del sistema financiero
Los organismos o instituciones supervisan el cumplimiento de las leyes redactadas por los parlamentos, así como de las normas emitidas por los propios reguladores del sistema financiero. Estas normas tienen por finalidad asegurar el buen funcionamiento de los mercados financieros, y al conjunto de ellas se le llama regulación financiera. Para el cumplimiento de sus objetivos pueden imponer sanciones (por ejemplo, una comisión reguladora del Mercado de valores puede suspender la cotización de un valor bursátil si se realizan actos no permitidos en el intercambio de ese valor).

## Intermediarios financieros
Los intermediarios financieros son el conjunto de instituciones especializadas en la mediación entre los prestamistas y los prestatarios últimos de la economía, transformando una parte de los activos primarios en activos indirectos o secundarios más idóneos a la demanda de los ahorradores últimos de la economía.
Los activos financieros son emitidos por las unidades económicas de gasto con el propósito de cubrir su déficit, estos activos pueden ser adquiridos directamente por los ahorradores últimos de una economía. Sin embargo, en la medida que se desarrollan los sistemas financieros, aparecen los intermediarios financieros, una serie de instituciones o empresas que median entre los agentes con superávit y los que poseen déficit, con la finalidad de abaratar los costes en la obtención de financiación y facilitar la transformación de unos activos en otros.
Los intermediarios  ponen en contacto a las familias que tienen recursos, con aquellas empresas que los necesitan. Hay que equilibrar la voluntad de invertir con la necesidad que tienen las empresas. Los intermediarios financieros (entidades de crédito —como bancos, cajas de ahorro y cooperativas de crédito—, entidades de leasing, entidades de crédito oficial, etc.) reciben el dinero de las unidades de gasto con superávit, mientras que dichos intermediarios ofrecen a las empresas recursos a más largo plazo y de una cuantía superior a la recibida por una sola unidad de gasto con superávit, de modo que realiza una transformación de los recursos recibidos por las familias.
Los intermediarios financieros pueden ser clasificados en no bancarios y en bancarios, estos últimos se caracterizan porque alguno de sus pasivos son pasivos monetarios es decir billetes y depósitos a la vista, aceptados de forma genérica por el público como medio de pago. Estas instituciones pueden generar recursos financieros, no limitándose a realizar una simple función de mediación.

### Funciones
- La actuación de los intermediarios financieros permite reducir el riesgo de los diferentes activos financieros mediante la diversificación de las carteras de inversión, pudiendo también obtener un rendimientos de sus carteras a largo plazo superior al obtenido por cualquier agente individual al poder aprovechar las economías de escala que se derivan de la gestión de las mismas.
- El volumen de recursos financieros que manejan hace posible la adquisición de activos de cualquier valor nominal, que podría ser inalcanzable a ahorradores individuales.
- Los intermediarios financieros pueden disponer de mayor información, más completa, rápida y fiable sobre la evolución de los mercados que los inversores individuales.
- Permiten aprovechar economías de escala en los costes de transacción.
- Los intermediarios permiten adecuar las necesidades de los prestamistas y prestatarios, mediante la transformación de los plazos de las operaciones. Captan recursos a corto plazo que ceden a plazos mayores.

## Antecedentes
La globalización tiene su primer antecedente en el sistema de trueque, que consiste en otorgar un bien a cambio de recibir otro bien o servicio a cambio (esto lo podemos relacionar con el costo de oportunidad).

### ElsigloXX
En el siglo XX el crecimiento del nivel de ingresos destacó, la estratificación entre los países ricos y pobres, entre las clases socioeconómicas y demás, se amplió y para esto la población mundial más rica del mundo (la cuarta parte del mundo) el PIB per cápita aumentó casi 6 veces su valor. Aquí es donde muchas personas aprovecharon para formar monopolios o conseguir dinero mediante la defraudación o el comercio informal.
Aspectos fundamentales de la globalización:
1. Comercio exterior: La unión y trabajo en conjunto de países en desarrollo aumentó respecto al sector del comercio mundial del 19% (1971) al 29% (1999), en donde principalmente las economías asiáticas han logrado obtener resultados satisfactorios gracias a su industrialización mientras que economías como las de África han tenido un desempeño pobre.
2. Movimientos de capital: Esto ha sido de gran importancia para la globalización ya que se ha dado un fuerte aumento en lo que respecta a los flujos de capital privado hacia los países en desarrollo durante una gran parte de los años 90’s. Subsecuentemente la composición de los flujos privados ha sido modificada de manera extraordinaria ya que la inversión extranjera directa, la inversión de cartera y el crédito bancario han aumentado en gran parte aunque han demostrado ser mayormente inestables que en épocas anteriores.
3. Migraciones: Los trabajadores se mueven de un lugar a otro buscando mejores oportunidades laborales, a diferencia de los años 60’s y hasta principios de los 90 en donde la mano de obra extranjera aumentó en un 50% en todo el mundo, por tanto la corriente migratoria en lo que respecta a las economías avanzadas da lugar a que los trabajadores retornen a países en desarrollo y los salarios aumenten en esos países.[2]
4. Difusión de los conocimientos: Hoy en día es de total relevancia la información y en la globalización es un aspecto que por lo general se pasa por alto y la información de producción, técnicas de administración, mercados de exportación y políticas económicas, se puede adquirir a un precio realmente bajo y representa un arma muy poderosa en el mundo globalizado en que vivimos.[2][3]

## Sobre la educación financiera para un sistema financiero adecuado
Una educación financiera adecuada no solo depende de los ciudadanos de un país, sino que también depende del interés generado en las personas e instituciones de gobierno por mejorar y sanear sus finanzas.
Según diversos informes y análisis, los siguientes países aparecen con frecuencia como poseedores de algunos de los sistemas financieros más eficientes:
- Hong Kong: A menudo clasificado alto por su eficiente apoyo a la competitividad económica y el crecimiento.
- Singapur: Conocido por su fuerte entorno regulatorio y mercados financieros desarrollados en la región de Asia-Pacífico.
- Suiza: Reconocido por su sistema financiero profundo y su estabilidad.
- Estados Unidos: Tiene un sistema financiero grande y complejo con mercados profundos, aunque su eficiencia puede debatirse en ciertas áreas.
- Reino Unido: Posee un sistema financiero bien establecido y profundo, particularmente en finanzas de mercado.
- Alemania: Destacado por su eficiente canalización de las finanzas de mercado.
- Canadá: A menudo incluido en los primeros puestos por su sistema financiero estable y eficiente.
- Australia: Frecuentemente aparece entre los 10 primeros por el desarrollo de su sistema financiero.
- Países Bajos: Reconocido por su sistema financiero profundo.
- Países Nórdicos (ej., Finlandia, Noruega, Suecia): Generalmente tienen sistemas financieros que funcionan bien y son eficientes.

Y además existe un sistema financiero internacional que se encuentra integrado por múltiples instituciones encargadas de regular sectores de los diversos sistemas financieros.

### Modificaciones recientes en México
La iniciativa más reciente propone un fortalecimiento interno (en términos gubernamentales) a favor del saneamiento de las finanzas públicas, esto con el fin de volver eficiente la gestión de los recursos y poder ofrecer unas cuentas limpias a los habitantes del país en cuestión. Anteriormente se implementó la “Ley federal de transparencia y acceso a la información pública gubernamental” publicada en el DOF y reformada por última vez el 14 de julio de 2014. Está ley implementada por el expresidente Vicente Fox Quesada, tenía como objetivo el esclarecimiento del uso por parte de los diferentes estados de la república de los recursos provistos por el gobierno federal, sin embargo, no cumplió el objetivo en su totalidad y los gastos desmesurados de las entidades gubernamentales continúa hasta la fecha. Tales gastos se ven reflejados en la economía del país, afectándola de sobremanera, ¿ejemplos de estos gastos? Vehículos de lujo, aeronaves de lujo, mansiones y otras excentricidades que son bien sabidas por el pueblo y siempre negadas por los gobernantes. Por lo tanto, se proponen los siguientes puntos en la iniciativa de ley antes mencionada:
1. Reglas y estándares de Disciplina Financiera
2. Nuevas obligaciones para contratación responsable de deuda
3. Creación de un Registro Público Único para transparentar obligaciones financieras
4. Se establece un Sistema de Alertas de Deuda Pública para Estados y Municipios
5. Estados y Municipios podrán obtener créditos con aval de la Federación

A través de estos componentes se busca y avanza en un manejo más responsable y transparente de los recursos financieros en los tres órdenes de gobierno”. (Gobierno Federal, 2015)
Esta iniciativa es bastante interesante y de ser aplicada de manera adecuada, se pueden lograr grandes cambios para impulsar al país al invertir de manera correcta y como siempre debió ser, los recursos obtenidos por cada estado e institución gubernamental. Al educar a este sector del país en términos financieros, se lograran diferentes cosas, entre ellas:
1. Sanear las finanzas del país.
2. Mejorar la calidad de vida de la población en general.
3. Aumentar el nivel de felicidad de la población dando pie a que esta esté más tranquila y por tanto, sea más eficiente y productiva.
4. Fortalecer la economía del país y el valor de la moneda ante otras.

### Resultados Internacionales en términos de educación
A finales del 2005, la OCDE publicó un estudio en el que se analizaban diferentes encuestas acerca de la educación financiera, estas se realizaron en los países pertenecientes a la organización, entre otros datos se encontró lo siguiente:
1. En Australia, 67% de los encuestados indicaron que comprenden el concepto de interés compuesto, sin embargo al resolver un problema relacionado con este concepto, solo el 28% mostró un buen entendimiento del tema.
2. Un estudio británico mostró que los consumidores no buscan activamente información financiera. La información que poseen es recibida por casualidad, por ejemplo cuando guardan un folleto del banco o platican con alguna persona que labora en ese ámbito.
3. Un estudió canadiense mostró que las personas encuestadas consideran más estresante elegir inversiones adecuadas que ir al dentista.
4. Una encuesta en Corea del Sur mostró que los estudiantes de secundaria tenían una calificación reprobatoria en este tema, es decir, contestaron menos del 60 por ciento de las preguntas correctamente en pruebas diseñadas para medir su capacidad de elegir y gestionar una tarjeta de crédito, sus conocimientos sobre el ahorro y la inversión para la jubilación, y la conciencia de riesgo y la importancia de asegurar su patrimonio.
5. Un estudio en los Estados Unidos encontró que cuatro de cada diez trabajadores no ahorran para su jubilación.

“A pesar de los resultados, es alentador que encontrar que algunos programas de educación financiera que se han evaluado son razonablemente eficaces. Investigaciones realizadas en los Estados Unidos muestran que los trabajadores han aumentado su participación en los planes 401(k) (un tipo de plan de jubilación, con ventajas fiscales especiales, que permite a los empleados ahorrar e invertir para su propio retiro) cuando los empleadores ofrecen programas de educación financiera, ya sea en el forma de folletos o seminarios”.
A pesar de lo anterior, análisis académicos acerca de la educación financiera no han encontrado evidencia de éxito mensurable al mejorar el bienestar financiero de los participantes.
Además, un número creciente de investigadores en educación han cuestionado el carácter de la educación financiera, con el argumento de que cambia los riesgos mantenidos por las empresas y el gobierno (ej. pensiones, seguros, gastos de salud etc.) y los asigna a personas individuales. Muchos de estos investigadores argumentan que la educación financiera debe ser más crítica y debe tener un enfoque más amplio, además debe ser una educación que apoye a las personas a entender mejor la injusticia del sistema y la exclusión, en lugar de entender el fracaso financiero como un problema individual y el carácter del riesgo financiero como apolítico. Muchos de estos investigadores trabajan en justicia social, pedagogía crítica, y paradigmas del feminismo y problemas de raza.